# Ust´-Kujga
Ust´-Kujga – osiedle typu miejskiego w Rosji, w Jakucji. W 2010 roku liczyło 979 mieszkańców.